# Seneca (condado de Wood, Wisconsin)
Seneca es un pueblo ubicado en el condado de Wood en el estado estadounidense de Wisconsin. En el Censo de 2010 tenía una población de 1120 habitantes y una densidad poblacional de 13,36 personas por km².

## Geografía
Seneca se encuentra ubicado en las coordenadas 44°24′1″N 89°57′21″O / 44.40028, -89.95583. Según la Oficina del Censo de los Estados Unidos, Seneca tiene una superficie total de 83.86 km², de la cual 83.38 km² corresponden a tierra firme y (0.58%) 0.48 km² es agua.

## Demografía
Según el censo de 2010, había 1120 personas residiendo en Seneca. La densidad de población era de 13,36 hab./km². De los 1120 habitantes, Seneca estaba compuesto por el 92.77% blancos, el 0.18% eran afroamericanos, el 4.55% eran amerindios, el 1.16% eran asiáticos, el 0% eran isleños del Pacífico, el 0.8% eran de otras razas y el 0.54% pertenecían a dos o más razas. Del total de la población el 1.7% eran hispanos o latinos de cualquier raza.